# Menghesteab Tesfamariam
Menghesteab Tesfamariam, né le 24 décembre 1948, à Berakit, est un prélat érythréen de l'Église catholique érythréenne.

## Biographie
Menghesteab Tesfamariam est né le 24 décembre 1948, à Berakit, dans l'Empire d'Éthiopie, aujourd'hui en Érythrée.
Il intègre la congrégation des Missionnaires comboniens du Sacré-Cœur
, dans laquelle il est ordonné prêtre, le 18 février 1979.
Il est l'éparque d'Asmara, depuis le 25 juin 2001, et a reçu la consécration épiscopale de Mgr Paulos Tzadua, son prédécesseur, le 16 septembre 2001.
Le 19 janvier 2015, l'éparchie d'Asmara est élevée comme église métropolitaine érythréenne, il est alors nommé par le pape archéparque en continuité de sa fonction d'éparque. Le 27 juin 2015 il est nommé par le pape François, membre de la Congrégation pour les Églises orientales, et le 29 juin reçoit le pallium dans la Basilique Saint-Pierre.